# Kipseli (Ateny)

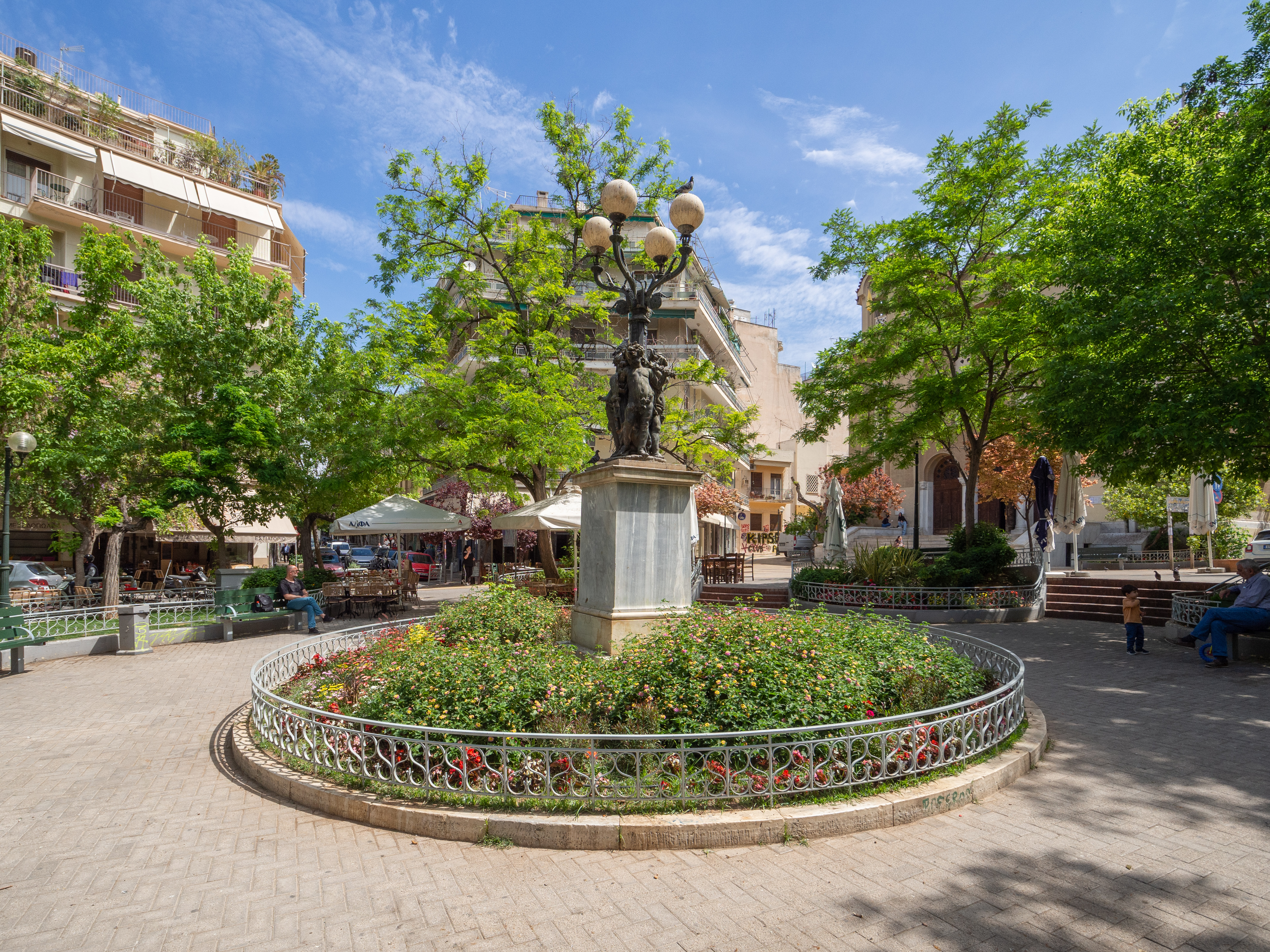
Plac Agiou Georgiou, Kipseli

Kipseli (grc. Κυψέλη, dosł. ul, ang. Kypseli) – dzielnica Aten właściwych, znajdująca się w szóstym departamencie komunalnym stolicy Grecji (w Atenach dzielnice administracyjne mają tylko numery). Położone jest na północ od centrum miasta, na zachodnim i południowym stoku wzgórza Lofos Elikonos (Λόφος Ελικώνος), ciągnąc się aż po jego szczyt. Ludność dzielnicy szacuje się na 147 500 mieszkańców. Jak podają niektóre źródła, Kipseli stanowi najgęściej zaludnione po Hongkongu miejsce na ziemi.

## Charakterystyka

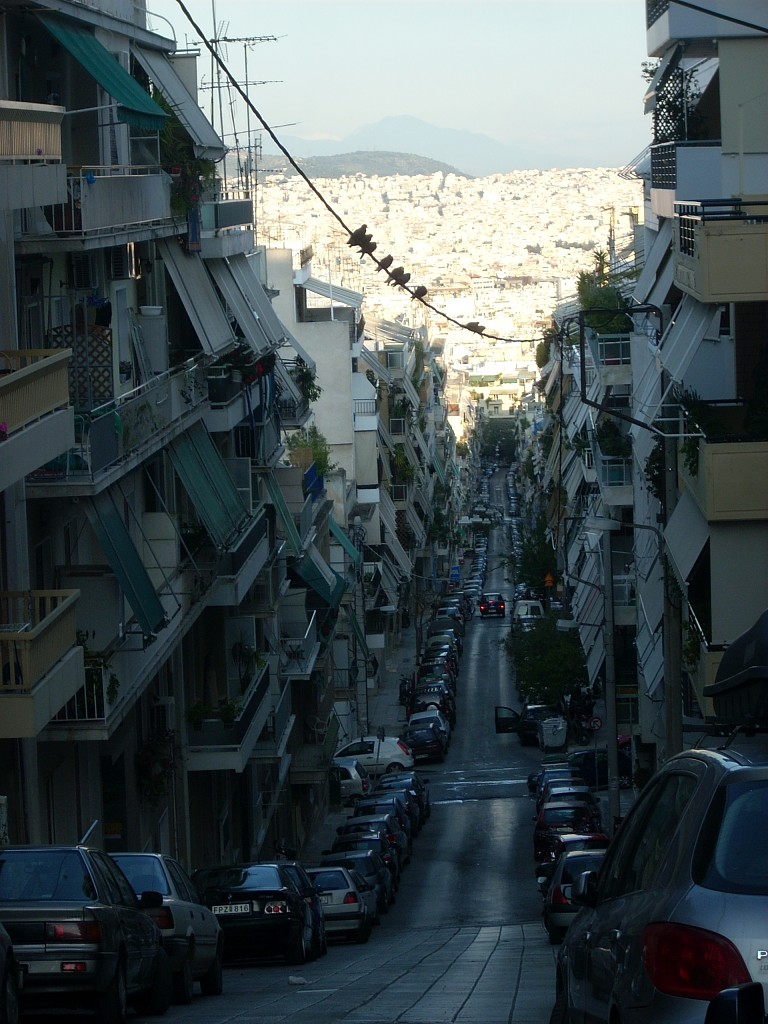
Zmotoryzowanie mieszkańców znacznie wyprzedza rozwój infrastruktury – wszystkie ulice dzielnicy są ciasno zapchane parkującymi samochodami. Na zdjęciu perspektywa ulicy Anafis

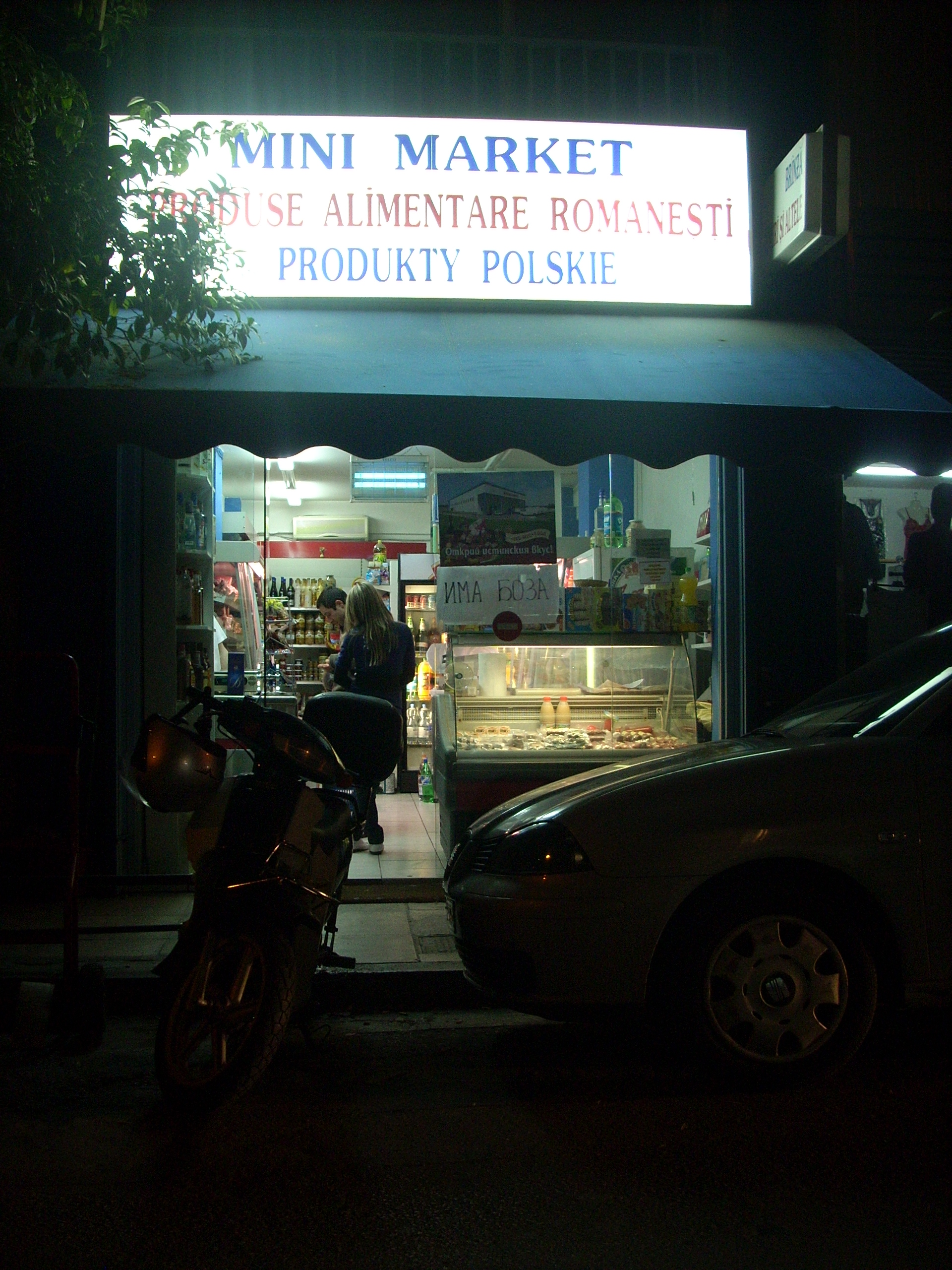
Jeden z polskich sklepów w Kipseli na ulicy Eptanisou

Kipseli wraz z Kolonaki było jednym z pierwszych obszarów posiadających nowoczesne budynki mieszkalne wybudowane w latach 30. w stylu nawiązującym do Bauhausu i art déco. Do dzisiaj takie budynki z lat 1930–1960 stanowią znaczną część jego zabudowy. Istnieją tu również starsze budowle, głównie w stylu neoklasycystycznym, jednak wiele z nich zostało niedawno opuszczonych, a część wymaga remontu.
Główną arterię komunikacyjną dzielnicy stanowi ciąg ulic Patission (Πατησίων) i 28 Października (28ης Οκτοβριου), na osi północ-południe, prowadzących z dzielnicy Patissia na północy i Kifissi do historycznego centrum miasta. Od tej arterii odchodzi gęsta sieć jednokierunkowych ciasnych uliczek, z których część wspina się stromo po zboczu wzniesienia górującego nad okolicą.
Tereny zielone i spacerowe dzielnicy prowadzą szeroką ulicą Fokionos Negri (Φωκίωνος Νέγρη) od placu Kipselis (Κυψέλης) po Patission oraz częściowo przez odchodzącą od niej ulicę Agias Zonis (Αγίας Ζώνης). Wzdłuż Fokionos Negri ulokowane są liczne kawiarnie i restauracje czynne od godzin porannych do późnego wieczora i stanowiące popularne miejsca spotkań mieszkańców. Pozostałe niewielkie tereny zielone znajdują się na kilku placach i w otoczeniu cerkwi.
Mieści się tu siedziba klubu lekkoatletycznego Panellinios Gymnastikos Syllogos.

## Historia
Kipseli, poza historycznym centrum, należy do najstarszych części Aten. Po raz pierwszy zostało oficjalnie określone jako przedmieście Aten w 1908 roku.
Zabudowa Kipseli z lat 60. XX wieku stanowiła dumę rozrastającej się metropolii. Budowane wówczas domy składały się z dużych jednostek mieszkalnych i rzadko przekraczały wysokość sześciu kondygnacji. Przeznaczone były dla zamożniejszych mieszkańców Aten i Kolonaki, dlatego też większość mieszkań jest tu dużych i zapewnia wiele udogodnień. Okolica uchodziła wówczas za zamożną i atrakcyjną ze względu na peryferyjne, a jednocześnie bliskie, położenie w stosunku do centrum, oraz obecność sporych terenów zielonych.
Jednakże po 1980 roku Kipseli przestało być atrakcyjną okolicą. Obecnie ceny nieruchomości są tu znacznie mniejsze niż w innych częściach Aten. Dużą część mieszkańców stanowią imigranci z różnych stron świata, w tym również z Polski. Znajduje się tu kilkanaście polskich sklepów spożywczych, restauracje, księgarnie, polskie przedszkola. W pobliskiej dzielnicy Patisia znajduje się polska parafia Chrystusa Zbawiciela prowadzona przez jezuitów.